# Casi seguramente

## Definición
En Teoría de la probabilidad, una sucesión de variables aleatorias {\displaystyle \{X_{n}\}_{n\in \mathbb {N} }} converge de forma casi segura (o casi seguramente) a una variable aleatoria límite {\displaystyle X} cuando el conjunto de sucesos {\displaystyle \omega } tales que {\displaystyle X(\omega )} es el límite de la sucesión {\displaystyle \{X_{n}(\omega )\}} tiene probabilidad 1.

## Otras formas de convergencia
Otras formas de convergencia son:
- Convergencia en probabilidad.
- Convergencia en media r-ésima (por ejemplo, convergencia en media cuadrática).
- Convergencia en distribución, también llamada convergencia en ley.

Si una sucesión de variables aleatorias converge de forma casi segura, también lo hará en probabilidad y en distribución.